# Joeli Kalou
Joeli Kalou, né vers 1940 et mort le 4 juin 2004,, est un syndicaliste et homme politique fidjien.

## Biographie
Il obtient un diplôme de licence (Bachelor of Arts) à l'université Massey en Nouvelle-Zélande, puis suit une formation à Sydney pour devenir enseignant. Il enseigne en école secondaire aux Fidji et s'engage dans l'Association des Enseignants fidjiens (Fijian Teachers Association), syndicat d'enseignants autochtones, dont il devient le secrétaire-général. Il est par la suite président de la Confédération des Enseignants des Fidji, et vice-président du Congrès des syndicats des Fidji (Fiji Trades Union Congress).
Cofondateur en 1985 du Parti travailliste, parti issu du mouvement syndical, il entre à la Chambre des représentants aux élections de 1987 et est nommé ministre du Travail ainsi que ministre de l'Immigration par le nouveau Premier ministre Timoci Bavadra. Le gouvernement est toutefois renversé par un coup d'État militaire un mois plus tard,.
Aux élections de 1992, les premières après le coup d'État, c'est avec l'étiquette du Soqosoqo ni Vakavulewa ni Taukei, parti conservateur autochtone, qu'il retrouve un siège à la Chambre des représentants. Il est nommé ministre d'État (c'est-à-dire ministre adjoint) à l'Environnement dans le gouvernement de Sitiveni Rabuka. Il conserve son siège de député aux élections anticipées de 1994, et est ministre de l'Éducation de 1995 à 1996. Il est ensuite nommé chief whip de la majorité parlementaire, mais est limogé en mai 1998 pour avoir soutenu une grève des enseignants à laquelle participe le syndicat dont il demeure membre.
Il réintègre le Parti travailliste et est réélu député aux élections de 1999. Le nouveau Premier ministre travailliste Mahendra Chaudhry le nomme ministre chargé des relations avec la Chambre des représentants (Leader of the House). Il ne conserve ce poste qu'un an, le gouvernement travailliste étant renversé par un coup d'État ethno-nationaliste en 2000. Il perd son siège de député aux élections de 2001, remportées par une coalition de droite et d'extrême-droite ethno-nationaliste autochtone. L'opposition travailliste le propose comme président de la Chambre des représentants, la présidence devant être assurée par une personne non-membre de la Chambre, mais les députés lui préfèrent Ratu Epeli Nailatikau, le candidat du gouvernement. Il est alors nommé membre de l'opposition au Sénat, chambre haute dont une partie des membres sont nommés sur proposition du chef de l'opposition. Il meurt à l'hôpital à Suva en juin 2004 « après une courte maladie ».